# Dværgryle
Dværgryle (Calidris minuta) er en vadefugl, der er ret almindelig som trækgæst i Danmark. Omkring hvert tredje år ses de juvenile fugle særligt talrigt om efteråret. Den overvintrer fra det vestlige Middelhav til tropisk Vestafrika.
Dværgrylen er den mindste af de europæiske ryler. Den har et lille, sort næb, der er kortere end hovedlængden. Til forskel fra temmincksryle har den sorte ben. De juvenile fugle har to hvide striber på hver side af ryggen.
- Calidris minuta
- Dværgryle i vinterdragt
- Dværgrylens æg